# Roy Hegreberg
Roy Hegreberg (né le 25 mars 1981) est un coureur cycliste et directeur sportif norvégien. Coureur dans les années 2000, il a été champion de Norvège du critérium en 2006 et 2010. Il est directeur sportif au sein de l'équipe Coop depuis 2012.

## Palmarès
- 2003
  - 3e du championnat de Norvège sur route espoirs
- 2005
  - 5e étape du Ringerike GP
- 2006
  -  Champion de Norvège du critérium
  - 3e du championnat de Norvège sur route
- 2008
  - 2e du championnat de Norvège du critérium
- 2010
  -  Champion de Norvège du critérium
  - 1re étape du Tour des Pyrénées
  - 3e du championnat de Norvège sur route
- 2011
  - 3e du championnat de Norvège du critérium

## Classements mondiaux
| Année                                 | 2009 | 2010 | 2011 |
| ------------------------------------- | ---- | ---- | ---- |
| UCI Europe Tour                       | 547e | 300e | 229e |
|                                       |      |      |      |
| Légende : nc = non classéSource : UCI |      |      |      |